# Isotoma sensibilis
Isotoma sensibilis är en urinsektsart som beskrevs av Tycho Fredrik Hugo Tullberg 1876. Isotoma sensibilis ingår i släktet Isotoma och familjen Isotomidae. Inga underarter finns listade i Catalogue of Life.